# 薄叶牙蕨
薄叶牙蕨（学名：Pteridrys cnemidaria）为叉蕨科牙蕨属下的一个种。

## 扩展阅读
- 維基物種上的相關：薄叶牙蕨